# 国際曲技飛行クラブ
国際曲技飛行クラブ（こくさいきょうぎひこうクラブ、英: International Aerobatic Club、IAC）は、アメリカ合衆国に拠点を置く曲技飛行組織。曲技飛行の楽しみの拡大と安全の振興に務めている。 実験的航空機協会（EAA）および全米航空協会（NAA）の一部門。 FédérationAéronautiqueInternationale（FAI）の規制の下で、 米国における 曲技飛行を促進し、 競技曲技飛行のスポーツを管理。 

## 解説
IACは、EAAの「Precision Flying Division」の進化として1970年に設立され 、「ビルディングブロック」競争システムを介して曲技飛行スキルを向上させるための組織化された方法を提供。  パイロットは、Advanced and Unlimited Powerのパイロット選択、および世界エアロバティックチャンピオンシップイベントで米国を代表するAdvanced Glider曲技飛行チームを担当。 IACは、世界最大の曲技飛行組織に成長。 
米国各地のIAC支部は、地域レベルで曲技飛行を促進し、曲技飛行の批評、セミナー、競技会を開催。 